# Partia Komunistów Kirgistanu
Partia Komunistów Kirgistanu (kirg. Коммунисттеринин Партиясы, Kyrgyzstan Komunisterinin Partijasy, KKP; ros. Партия коммунистов Киргизии, Partija Kommunistow Kirgizii, PKK) – kirgiska komunistyczna partia polityczna założona 22 czerwca 1992 roku.
W latach 2001 i 2005 była największą partią w Zgromadzeniu Ustawodawczym.
Do 2004 roku partia była kierowana przez Absamata Masalijewa, byłego przywódcę Kirgiskiej SRR. Obecnym przewodniczącym jest Bumajram Mamaseitowa.
W 2007 roku partia uzyskała 5,12 procent poparcia i 8 miejsc w parlamencie.
Partia jest członkiem ZPK - KPZR.
Decyzją XL zjazdu partii, który miał miejsce 22 lipca 2017 roku, kandydatem w wyborach prezydenckich w 2017 roku został Ischak Masalijew. Z powodu niedostarczenia wymaganej ilości 30 tysięcy podpisów poparcia nie został dopuszczony do startu w wyborach.
Mimo początkowej rejestracji przez kirgiską Centralną Komisję Wyborczą do udziału w wyborach parlamentarnych w 2020 12 sierpnia partia złożyła wniosek o wycofanie swojej kandydatury. Jako oficjalny powód takiej decyzji została podana niechęć do obowiązkowej wpłaty 5 milionów somów w obliczu pandemii COVID-19. Jednakże jej lider Ischak Masalijew wziął w nich udział startując z list ugrupowania Bütün Kyrgyzstan.